# Amore folle
Amore folle (Mad Love) è un film del 1935 diretto da Karl Freund.
Rifacimento del film muto Le mani dell'altro del 1924, diretto da Robert Wiene, la pellicola è una storia horror con elementi fantastici, tratta dal romanzo francese Le mani di Orlac (1921) di Maurice Renard.

## Trama
Il celebre pianista Stephen Orlac perde entrambe le mani in un incidente ferroviario. Dopo l'operazione del dottor Gogol, che gli ha innestato le mani di un assassino lanciatore di coltelli, Orlac sente che i suoi nuovi arti gli condizionano la mente spingendolo all'omicidio. Il chirurgo, morbosamente innamorato della moglie del pianista, ha compiuto la macabra operazione sperando vanamente di conquistare le attenzioni di lei, ed è ora disposto a tutto pur di eliminare il marito.